# 林特 (勃兰登堡州)
林特（德語：Linthe）是德国勃兰登堡州的一个市镇，隶属于波茨坦-米特尔马克县。总面积为29.78平方千米，截至2020年总人口为898人。